# بيري ميلر
بيري ميلر هو لاعب هوكي الجليد كندي، ولد في 24 يونيو 1952 في وينيبيغ في كندا.

## وصلات خارجية
- بيري ميلر على موقع دوري الهوكي الوطني (الإنجليزية)
- بيري ميلر على موقع قاعة مشاهير الهوكي (لاعب أن.إتش.أل) (الإنجليزية)
- بيري ميلر على موقع EliteProspects.com (الإنجليزية)
- بيري ميلر على موقع HockeyDB.com (الإنجليزية)
- بيري ميلر على موقع Hockey-Reference.com (الإنجليزية)